# Ein Fall für zwei: Schwarze Zahlen
Schwarze Zahlen ist der Titel der 34. Episode der Krimiserie Ein Fall für zwei mit Günter Strack und Claus Theo Gärtner in den Hauptrollen.

## Handlung
Dr. Renz unterhält sich mit Werner Eschholz über dessen anstehende Scheidung von seiner Frau Vera. Da Renz der Anwalt des im Besitz der Ehefrau befindlichen Auktionshauses ist, kann er Werner dahingehend jedoch nicht vertreten. Kurz darauf wird Werner von zwei Männern aufgesucht, die ihm bei vorgehaltener Waffe mitteilen, dass sie seine Frau entführt hätten. Sie zwingen ihn und Renz ins Büro des Unternehmens, wo sie den aus mehreren Schmuckstücken und Geldkassetten bestehenden Inhalt des Tresors entwenden. Anschließend sperren sie Renz und Eschholz in dessen Büro ein und deaktivieren die Telefonleitung, womit die beiden nachts im 17. Stockwerk kaum Aussicht auf eine baldige Befreiung haben. Es fällt auf, dass die Täter mit italienischem Akzent sprechen und über internes Wissen verfügen. Der Verdacht fällt aufgrund dessen auf die Mitarbeiter einer Transportfirma, die den Schmuck wenige Tage zuvor angeliefert hatten. Vera Eschholz wird umgehend freigelassen und sucht die Polizei auf.
Der Croupier Gerd Barnim ruft Werner Eschholz anonym an und teilt ihm mit, dass die entwendeten Geldkassetten leer gewesen seien. Ihm ist zudem die Summe bekannt, die Eschholz inzwischen als Schadensersatz von der Versicherung in Aussicht gestellt bekommen hat. Er fordert eine größere Summe Bargeld, da er ansonsten die Polizei bezüglich dieses angeblichen Betrugsdelikts informieren werde. Werner Eschholz berichtet dies anschließend gegenüber Renz und Matula, die den Anrufer entweder für einen Trittbrettfahrer oder aber einen Beauftragten seitens der Versicherung halten. In einem weiteren Telefonat gibt Barnim Täterwissen preis und Eschholz verweigert ihm gegenüber zunächst, auf die Forderungen einzugehen.
Vera Eschholz unterstellt im Gespräch mit Dr. Renz ihrem Mann, an der Tat beteiligt zu sein. Sie schlägt den Einsatz eines Privatdetektivs vor, um die Hintergründe zu ermitteln. Bei der Versicherung geht derweil ein anonymes Schreiben ein, welches angebliche Tatvorbereitungen seitens Werner Eschholz beschreibt. Matula beobachtet diesen daraufhin, stellt jedoch kein auffälliges Verhalten fest. 
Der Erpresser nennt Eschholz das Rheinufer in  Wiesbaden-Biebrich als den Ort der Geldübergabe. Eschholz gibt diese Information umgehend an Renz und Matula weiter. Da der Täter vorgibt, Vera Eschholz angeblich erneut in seine Gewalt gebracht zu haben, wird darauf verzichtet, die Polizei einzuschalten. Eschholz steigt am vereinbarten Ort in ein Taxi, welches ihn nach Lorch bringt. Matula und Renz folgen ihm dorthin und beobachten, wie er den Geldkoffer vom Fähranleger aus auf eine dort vorbeikommende Motoryacht wirft. Matula begleitet diese auf der parallel zum Rhein verlaufenden Uferstraße. Dort beobachtet er das Umsteigen des Täters in ein Auto, welches er schließlich bis nach Frankfurt-Süd verfolgt. Als der Täter am Abend feststellt, dass sich lediglich Schreibmaschinenpapier im Koffer befand, ruft er erneut bei Eschholz an.
Am nächsten Morgen wird die Leiche Gerd Barnims in dessen Wohnung von der Kriminalpolizei aufgefunden. Matula berichtet von seinen Ermittlungen am Vortag. Die Polizei verdächtigt daraufhin Werner Eschholz der Tat. Von einer Arbeitskollegin Barnims erfährt Matula, das dieser der Geliebte von Vera Eschholz gewesen sei. Damit konfrontiert, gibt diese zu, ihn mit der inszenierten Erpressung gegen ihren Mann beauftragt zu haben. Sie tötete ihn schließlich, nachdem Matula Barnims Identität herausgefunden hatte und dieser ihr daraufhin gestand, dass er ausschließlich mit ihr zusammen gewesen sei, um einen Teil ihres Vermögens zu erlangen.

## Hintergrund
Die Episode wurde überwiegend im Rhein-Main-Gebiet gedreht. Die Kulisse der Kanzlei von Dr. Renz befand sich im Hotel InterContinental Frankfurt. Eine Telefonzelle am Museumsufer in der Nähe des südlichen Brückenaufgangs des Eisernen Stegs diente als Schauplatz für ein Telefonat zwischen Gerd Barnim und Werner Eschholz. Eine weitere Szene entstand vor der Spielbank Bad Homburg.
Die allerersten Szenen der Episode wurden in der Grabenstraße in Wiesbaden gedreht. Am Biebricher Rheinufer nahe dem dortigen Zollspeicher steigt Werner Eschholz zu einem späteren Zeitpunkt der Handlung in ein Taxi. Von dort aus fährt er nach Lorch, wo Szenen an der dortigen Rheinfähre sowie am westlichen Ortseingang des Stadtteils Lorchhausen gedreht wurden.